# ShadowSeraphimon
ShadowSeraphimon es un personaje ficticio de la franquicia de anime y manga Digimon. Pertenece a la cuarta temporada, Digimon Frontier.

## Personalidad
ShadowSeraphimon es completa mente lo opuesto a Seraphimon es malo y cruel, eso se debe que los Datos de Seraphimon se fusionaron con Mercurymon y se volvieron malvados.

## Apariencia
ShadowSeraphimon aparenta un Ángel Caído digimon igual a Seraphimon pero en vez de alas de Ángel tiene alas de Demonio, cabello negro, su armadura cambia de azul rey a verde oscuro y su voz se hace más profunda y rasposa al combinarla a la de Mercuremon.

## Aparición en el anime
ShadowSeraphimon apareció en la cuarta temporada de digimon Digimon Frontier como uno de los villanos terciarios, en los capítulos 28 y 29; Los datos de Seraphimon fueron capturados por Mercuremon y dentro de Sefirotmon se fusionaron con Mercuremon y se transformó a ShadowSeraphimon, luego usó su ataque Siete Infiernos en Agunimon, pero luego fue derrotado por Aldamon.

## Ataques
- Seven hell/Siete infiernos :Este ataque es un homólogo del Siete Cielos de Seraphimon.
- Testament/Testamento

## Digievoluciones
| Número | Nivel    | Digimon                 |
| 1      | Bebe     | Poyomon                 |
| 2      | Bebe 2   | Tokomon                 |
| 3      | Niño     | Patamon                 |
| 4      | Adulto   | Angemon                 |
| 5      | Perfecto | MagnaAngemon            |
| 6      | Mega     | Mercuremon + Seraphimon |